# Wapen van Nispen

Wapen van Nispen

Het wapen van Nispen werd op 26 maart 1998 door de gemeenteraad van Noord-Brabantse gemeente Roosendaal als dorpswapen voor Nispen vastgesteld.

## Geschiedenis
Nispen was ooit een zelfstandige heerlijkheid, maar vanaf het jaar 1300 vormde het een administratief-bestuurlijke eenheid met de vrijheid Roosendaal. Het wapen is afgeleid van het wapen van het geslacht Van Nispen, en gelijk aan het hartschild van het wapen van Roosendaal en Nispen, zoals dat kort na 1700 is ontstaan, toen de heren van de toenmalige heerlijkheid Nispen uit het geslacht Van Nispen kwamen.

## Beschrijving
De beschrijving van het wapen van Nispen luidt:
In zilver een leeuw van sabel, gekroond, getongd en genageld van keel.
N.B.: De heraldische kleuren in het wapen zijn zilver (wit), sabel (zwart) en keel (rood)

## Verwante wapens
Het wapen van Nispen is verwant aan onderstaande wapens:

Het wapen van Roosendaal en Nispen
Het wapen van Roosendaal

Bavel
· De Mortel
· De Rips
· Dinteloord
· Elsendorp
· Galder
· Gemert
· Ginneken
· Handel
· Mierlo-Hout
· Milheeze
· Nispen
· Rosmalen
· Sint-Michielsgestel
· Strijbeek
· Ulvenhout